# بوب تومسون
بوب تومسون (بالإنجليزية: Bob Thomson)‏ (29 ديسمبر 1890 في المملكة المتحدة - 1971 في المملكة المتحدة) هو لاعب كرة قدم بريطاني (وحمل سابقاً جنسية المملكة المتحدة لبريطانيا العظمى وأيرلندا) في مركز الهجوم. لعب مع تشارلتون أثلتيك وتشيلسي وCroydon Common F.C. ‏.